# Лео Ніна Миколаївна
Ніна Миколаївна Лео (21 листопада 1913 - 1 квітня 2002) — радянська і російська тенісистка, тренер з тенісу. Майстер спорту СРСР, заслужений тренер РРФСР.

## Біографія
Народилася в 1913 році. Почала грати в теніс у віці шістнадцяти років в Москві. Виступала за московське ДСТ «Динамо». У різні роки тренувалася під керівництвом тренерів Б. І. Новікова, Н. С. Теплякової і Д. І. Сінючкова.
Чемпіонка Москви (1938, 1940 - зима, 1945-46, 1947 - зима, 1948 - зима-літо) в парному розряді, а також фіналістка (1935, 1947 - зима - в одиночному розряді; 1934 1936-37, 1944 - в парному розряді). Переможниця командних чемпіонатів Москви (1934-37, 1939-40, 1944-45, 1947-48). Чемпіонка Кубка Москви (1946 1948). Фіналістка Всесоюзних зимових змагань в парному розряді і Кубка СРСР (1948). Фіналістка чемпіонатів ЦС «Динамо» в одиночному (1945) і парному розрядах (1944-45).
У 1944-1951 рр. входила в десятку найсильніших тенісисток СРСР (найкраще місце - четвертий, 1948  ) . У 1946 році виконала норматив на звання майстра спорту СРСР.
Протягом багатьох років займалася тренерською діяльністю. Серед підопічних Ніни Миколаївни - С. Аспісова, А. Кузьміна, Вяч. Єгоров, А. Лепешин, М. Новик, А. Дмитрієва  та інші видатні тенісисти .
У 1969 році за свої успіхи на тренерському терені була удостоєна почесного звання « Заслужений тренер РРФСР ».
Померла в 2002 році. Похована на Ваганьковському кладовищі в Москві .